# Endasys obscurus
Endasys obscurus là một loài tò vò trong họ Ichneumonidae.